# Юзефув (Мазовецкое воеводство)
Юзефув (Отвоцкий повят) (пол. Józefów (powiat otwocki))  —  город  в Польше, входит в Мазовецкое воеводство,  Отвоцкий повят.  Занимает площадь 23,92 км². Население — 17 819 человек (на 2004 год).